# Normandie (transatlantico)
Il SS Normandie è stato un transatlantico francese della Compagnie Générale Transatlantique in servizio negli anni Trenta, costruito dai cantieri di Penhoët a Saint-Nazaire.

## Storia
.

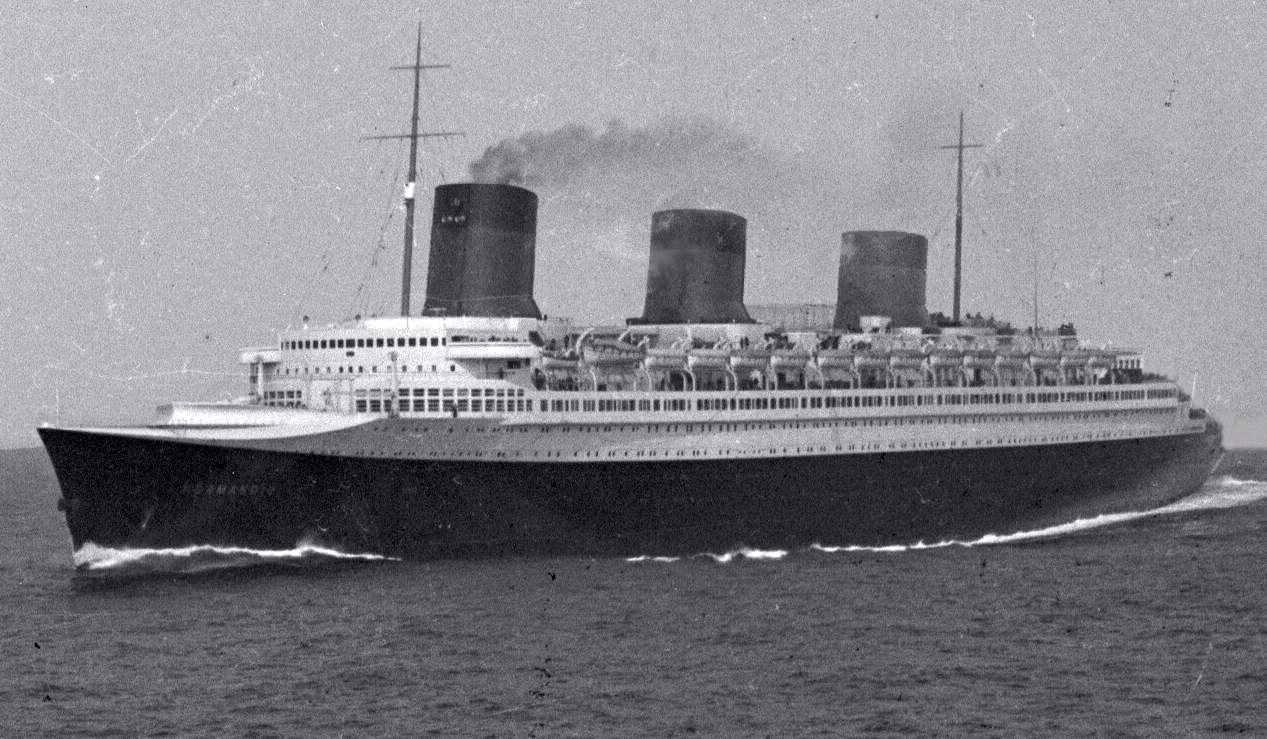
Il Normandie in navigazione

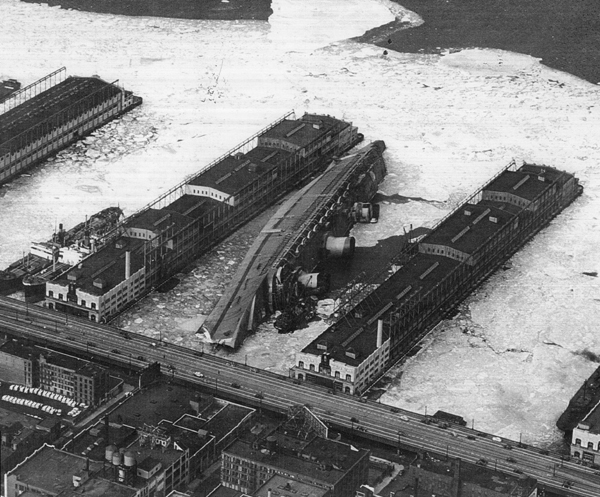
Il Normandie rovesciato

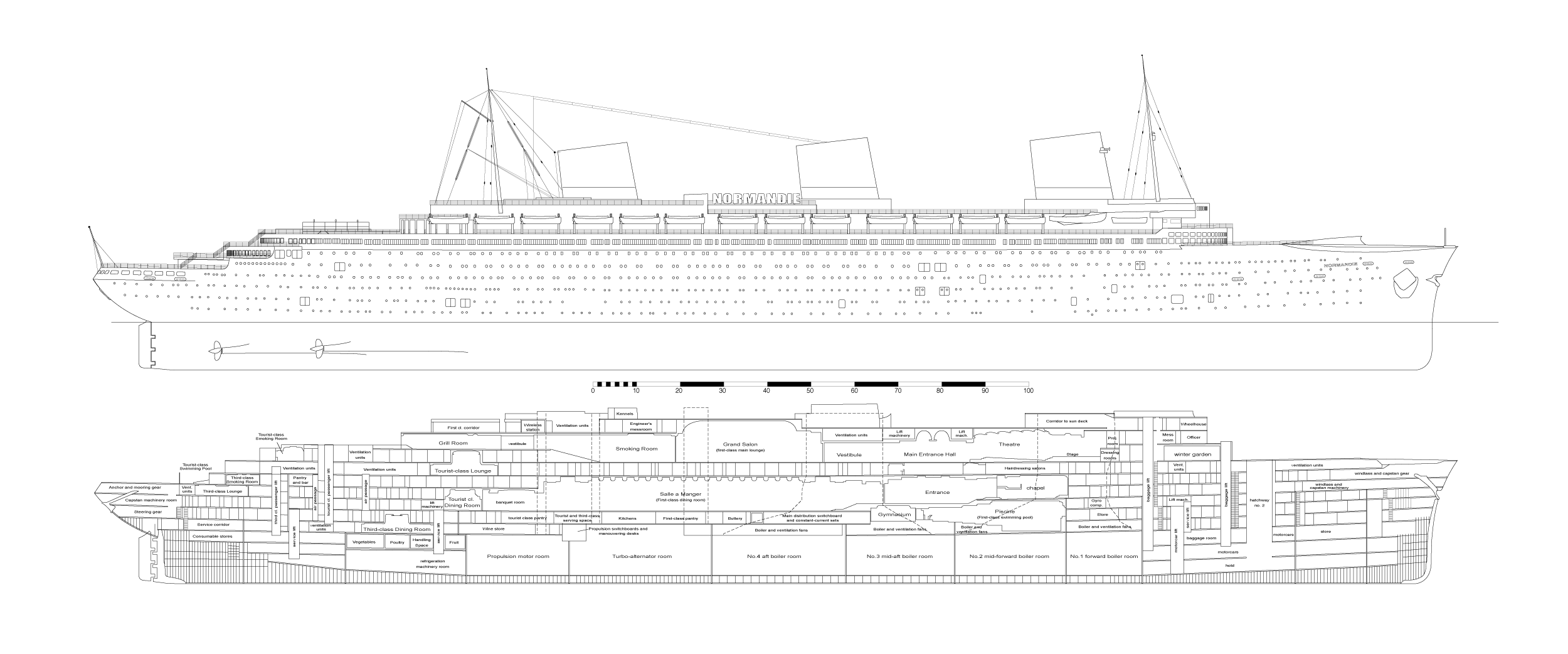
Sezione del Normandie

Il Normandie era lungo poco meno di 313 metri e largo circa 36 ed aveva una stazza lorda di ben 79 280 tonnellate, aumentata ad 83 423 dal 1936. La progettazione, la costruzione ed il mantenimento di un simile colosso dei mari risultarono troppo onerosi per la compagnia armatrice, come era peraltro già accaduto con altre navi particolarmente grandi, pertanto si rese necessario un forte finanziamento da parte del governo francese.
Questa clausola prevedeva la requisizione della nave da parte dello stesso in caso di conflitto armato.
A causa degli enormi investimenti, non ripagati da un ritorno economico durante il servizio, venne soprannominato debito galleggiante, dando origine a quello che nel mondo anglosassone viene spesso definito un elefante bianco.
Al momento del suo varo era il transatlantico più grande e veloce mai realizzato; il 3 giugno 1935, durante il suo viaggio inaugurale, svolto da Le Havre a New York agli ordini del comandante René Pugnet, conquistò subito il Nastro Azzurro, riconoscimento assegnato alla nave più veloce nella traversata atlantica, strappandolo al rivale italiano Rex.
Il Normandie era stato concepito per essere un bastimento estremamente lussuoso e spazioso (non imbarcava più persone degli altri transatlantici della stessa epoca nonostante le sue dimensioni mastodontiche, e ciò fu uno degli elementi che non lo resero economicamente conveniente); i suoi interni, dedicati in larga parte ai passeggeri di prima classe e dotati di ogni genere di servizio e comodità a bordo, lo resero una nave prediletta dalle fasce sociali più elevate. Fu la prima nave della storia dotata di un sistema di propulsione turbo-elettrico, con l'impianto a vapore utilizzato per alimentare i turbo-generatori che a loro volta fornivano energia ai motori elettrici principali, che muovevano quattro eliche. La soluzione turbo-elettrica, se da un lato rendeva invertibile il senso di rotazione di tutti i gruppi propulsori e consentiva una marcia particolarmente silenziosa, dall'altro soffriva di alcuni problemi di affidabilità. Allo scopo di aumentare lo spazio disponibile all'interno, le condotte per l'espulsione dei prodotti di combustione delle caldaie non erano verticali ma collocate lungo le fiancate della nave. Solamente due dei tre fumaioli erano utilizzati per espellere i gas di scarico, mentre il terzo era finto e, oltre ad avere un ruolo estetico, ospitava al suo interno le gabbie per i cani ed i macchinari per l'aria condizionata; una soluzione che prevedeva un fumaiolo non funzionante era stata usata già due decenni prima sul tristemente famoso Titanic e sui suoi gemelli Olympic e Britannic, della compagnia inglese White Star Line.

### La stagione 1936

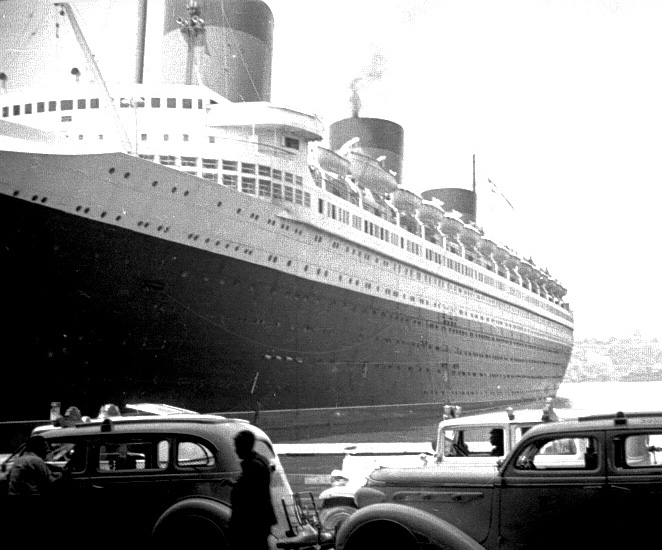
Il Normandie ormaggiato nel porto di New York.

La stagione 1936 iniziò con l'arrivo di un importante concorrente: la Queen Mary, che entrò in servizio. Questa non fu esente da difetti, poiché presentava gli stessi problemi di vibrazioni riscontrati dalla sua rivale francese. Tuttavia il Queen Mary si affermò come una risorsa affidabile per la Cunard Line. Nel corso di quell'anno il Normandie attraversò l'Oceano Atlantico 30 volte. Quando arrivò l'estate, il capitano di lungo corso René Pugnet si ritirò dal servizio, lasciando il comando a Pierre Louis Thoreux che lo mantenne per tre anni. Poco tempo prima, si era verificato un incidente insolito: in giugno, un aereo della Royal Air Force il cui pilota era rimasto accecato dal fumo uscito dai fumaioli della nave, si schiantò sul ponte di prua. I danni furono, tuttavia, minimi e il pilota ne uscì illeso. Durante la sua ultima traversata della stagione, la nave affrontò una violenta tempesta senza subire alcun danno. Tuttavia, durante l'estate, laQueen Mary conquistò il prestigioso Nastro Azzurro.

### La stagione 1937
La Compagnie Générale Transatlantique si rifiutò di lasciare il premio nelle mani degli inglesi. Il Normandie fu quindi sottoposto a una nuova revisione durante l'inverno. Questa interessò principalmente i suoi motori, la cui potenza fu leggermente aumentata, e le eliche: le nuove erano più efficienti e generavano ancora meno vibrazioni.  Quando tornò in servizio nel marzo 1937, il Normandie riconquistò il Nastro Azzurro nella sua prima traversata. Dal punto di vista commerciale, il numero di passeggeri aumentò quell'anno, rendendolo un periodo molto remunerativo per la Compagnie Générale Transatlantique.

### La stagione 1938
Il 1938 si aprì positivamente per il Normandie. Dal 5 al27 febbraio, interruppe le sue traversate transatlantiche per una crociera di piacere tra New York e Rio de Janeiro. Questa crociera comportò una lunga navigazione e quindi problemi di rifornimento di carburante, ma anche di biancheria pulita (navi speciali furono noleggiate per portare la biancheria al transatlantico). La crociera fu un grande successo poiché tutte le cabine di  prima classe e alcune cabine di classe turistica furono occupate. Vi erano quindi sulla nave un migliaio di passeggeri: un record per una crociera all'epoca. Anche l'entusiasmo mediatico fu molto forte. A Rio de Janeiro, Brasile, il Normandie fu aperto al pubblico, e visitato da una folla immensa con grande dispiacere dei passeggeri.
Il 1938 vide anche la centesima traversata atlantica del Normandia, che poco tempo dopo perse  anche il Nastro Azzurro a favore della Queen Mary. Il servizio del transatlantico francese fu interrotto solo da un grande sciopero alla fine dell'anno, in un contesto internazionale che si faceva tuttavia sempre più teso.

### La stagione 1939
L'agosto 1939 vide la situazione internazionale precipitare; la Transat decise di ridurre la velocità del Normandie affinché il transatlantico avesse abbastanza carburante per tornare indietro in caso di dichiarazione di guerra durante una traversata. La nave salpò il 9 agosto, e il regista Yves Mirande gira a bordo il suo film Parigi-New York con l'attore Michel Simon. Dopo un'altra traversata verso la Francia, il Normandie iniziò il suo ultimo viaggio il 23 agosto in un clima internazionale molto teso. Il patto Molotov-Ribbentrop era appena stato firmato e lo scoppio della guerra sembrava inevitabile. Il transatlantico cercò di perdere il Bremen lungo il tragitto per paura di essere segnalato ai sottomarini tedeschi. Per il resto della traversata, le luci del ponte rimasero spente, le tende chiuse e il traffico radio cessò per rendere la nave non rilevabile.

### La seconda guerra mondiale

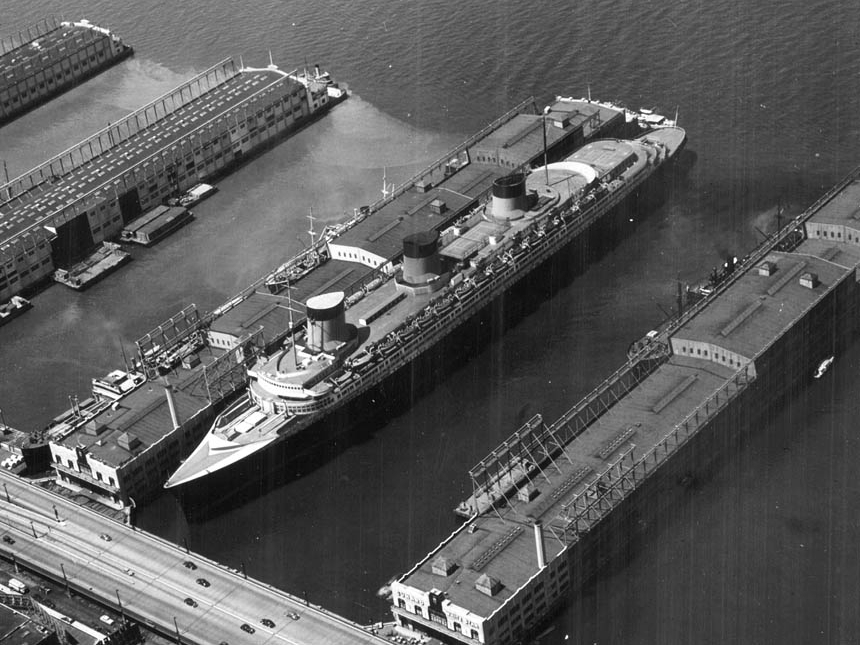
Il Normandie ripreso in volo immobilizato a New York, 1941.

Lo scoppio della  seconda guerra mondiale trovò la Normandie nel porto di New York. Il governo federale la internò il 3 settembre 1939, lo stesso giorno in cui la Francia dichiarò guerra alla Germania. Il giorno 8, una gran parte dell'equipaggio (principalmente il personale alberghiero) fu rimpatriato in Francia, mentre il resto dell'equipaggio preparò la nave ad un lungo periodo di stoccaggio, preservando i mobili e l'apparato motore.
Diversi giorni dopo, la Queen Mary attraccò nelle vicinanze, e poi la Queen Elizabeth si unì a loro nel marzo 1940. Per circa due settimane, i tre transatlantici più grandi del mondo rimasero fianco a fianco, prima che la Queen Mary partisse più tardi quel mese per Sydney, in Australia. La Queen Elizabeth partì nel novembre 1940 per Singapore, mentre la Normandie rimase al molo in mani francesi.
Il 15 maggio 1940, durante la battaglia di Francia, il Dipartimento del tesoro degli Stati Uniti d'America inviò circa 150 marinai armati dell'United States Coast Guard a bordo della nave e nel Molo 88 di Manhattan per difenderla da possibili sabotaggi  Il 5 giugno 1940 il capitano del transatlantico, Étienne Payen de La Garanderie, rientrò in Francia lasciando il comando della nave a Hervé Lehuédé, che aveva prestato servizio sulla nave per parecchi anni. Quando la USCG entrò a far parte della Marina degli Stati Uniti il 1° novembre 1941, il distaccamento di agenti sulla Normandie rimase intatto, occupandosi principalmente di osservazione mentre l'equipaggio francese si occupava della manutenzione delle caldaie, dei macchinari e di altre attrezzature della nave, incluso il sistema di sorveglianza antincendio. L'11 dicembre 1941, cinque giorni dopo l'attacco di Pearl Harbor la USCG arrestò il capitano Lehuédé e il suo equipaggio e prese possesso del Normandie sequestrandola secondo il diritto di angheria, mantenendo il vapore nelle caldaie e svolgendo altre attività sulla nave. Il capitano e tutti i membri dell'equipaggio rifiutarono di aderire alla Francia Libera e furono internati. Le vibranti proteste del comandante Le Huédé impedirono agli americani di ammainare la bandiera francese, e i membri dell'equipaggio in partenza cantarono la Marsigliese, secondo il racconto del comandante.
I nuovi proprietari della nave cercarono di imparare il funzionamento del Normandie, mentre il capo ingegnere aiutava a tradurre le numerose iscrizioni in lingua francese. Tuttavia, il complesso sistema di sorveglianza antincendio che garantiva che qualsiasi incendio venisse domato prima che diventasse un pericolo fu abbandonato.
L'architetto navale William Francis Gibbs propose la trasformazione del Normandie in una portaerei, presentando un dettagliato progetto, ma questa ipotesi fu abbandonata in favore del trasporto truppe immediato.

### Il sequestro e la successiva perdita
Il 20 dicembre 1941 l'Auxiliary Vessels Board registrò ufficialmente l'approvazione del presidente Franklin D. Roosevelt al trasferimento del Normandie all'US Navy. I piani prevedevano la trasformazione del transatlantico in nave trasporto truppe ("convoy unit loaded transport"). 
La Marina la ribattezzò USS Lafayette, in onore del Marchese de La Fayette, il generale francese che combatté per conto delle colonie durante la guerra d'indipendenza americana, e dell'alleanza con la Francia che rese possibile l'indipendenza degli Stati Uniti d'America. Il nome fu suggerito da J.P. "Jim" Warburg, assistente consulente del colonnello William Joseph Donovan, Coordinatore delle Informazioni , e passò attraverso diversi canali, tra cui il Segretario della Marina Frank Knox; l'ammiraglio Harold Rainsford Stark, Capo delle Operazioni Navali (CNO); e il contrammiraglio Randall Jacobs, Capo dell'Ufficio di Navigazione. Il nome La Fayette (in seguito universalmente e ufficiosamente abbreviato in Lafayette) fu ufficialmente approvato dal segretario della marina il 31 dicembre 1941 e la nave fu classificata come nave da trasporto, AP-53 con capacità di trasportare 16.000 soldati.
La Lafayette  fu ormeggiata al molo 88 di Manhattan per la conversione, e i lavori iniziarono immediatamente. Tutto il mobilio e le decorazioni furono rimosse, ad eccezione dei due luoghi di culto e di due appartamenti di lusso destinati ad alti funzionari. Lo scafo fu riverniciato di grigio, le cabine furono trasformate in camerate abbattendo le paratie e istallando letti a castello a tre piani. Un contratto per la sua conversione fu assegnato alla Robins Dry Dock and Repair Company, una sussidiaria della Todd Shipyards, il 27 dicembre 1941. In quella data, il capitano Clayton M. Simmers, del 3rd Naval District Materiel Officer, riferì al Bureau of Ships (BuShips) la sua stima che il lavoro di conversione potesse essere completato entro il 31 gennaio 1942 e la pianificazione del lavoro procedette su quella base.
Il capitano Robert Grimes Coman fu designato comandante del Lafayette il 31 gennaio 1942, con la supervisione di una forza ridotta di genieri composta da 458 uomini. La natura complessa e l'enorme portata del lavoro di conversione impedirono all'equipaggio di Coman di rispettare il programma originale; la familiarizzazione dell'equipaggio con la nave era un problema e nuovi membri dell'equipaggio stavano arrivando per contribuire ai lavori. Il 6 febbraio 1942, fu presentata al Vice Capo delle Operazioni Navali una richiesta di rinvio di due settimane per la prima partenza del Lafayette, originariamente prevista per il 14 febbraio. Quel giorno, fu concessa una proroga a causa di una modifica al piano di progettazione: elementi della sovrastruttura dovevano essere rimossi per migliorare la stabilità, un lavoro che avrebbe richiesto altri 60-90 giorni. Tuttavia, il 7 febbraio, giunsero ordini da Washington che la riduzione del cesto superiore era stata abbandonata e la Lafayette sarebbe salpata il 14 febbraio come previsto. Questa brusca inversione di tendenza rese necessaria una frenetica ripresa dei lavori e i capitani Coman e Simmers programmarono degli incontri per il 9 febbraio a New York e Washington al fine di fare pressione affinché venissero ulteriormente chiariti i piani di conversione; alla fine, questi incontri non ebbero mai luogo.
Il 9 febbraio 1942, i lavori di riqualificazione sono ancora in corso. L'operazione del giorno prevede la rimozione di quattro grandi colonne d'acciaio nella sala principale, e richiede l'uso un cannello ossidrico. Quel giorno, la sala, sebbene sgomberata dai suoi mobili e decorazioni, è piena di migliaia di pacchi di giubbotti di salvataggio in kapok (un materiale altamente infiammabile), che una squadra incaricata della posa del linoleum sposta costantemente. Il taglio delle prime due colonne procede senza intoppi, poi arriva la pausa pranzo e viene rimossa la terza.
Alle 14:30 del 9 febbraio 1942, le scintille del cannello ossidrico utilizzata dall'operaio Clement Derrick incendiarono una pila di giubbotti di salvataggio riempiti di kapok infiammabile che erano stati immagazzinati nella sala di prima classe della nave. Diversi pacchi di giubotti di salvataggio presero rapidamente fuoco e le persone presenti, cercando di spostare i pacchi apparentemente illesi, non fecero altro che accelerare la propagazione dell'incendio.
Le parti in legno verniciato infiammabile non erano ancora state rimosse e l'incendio si propagò rapidamente al ponte di passeggiata, , mentre l'equipaggio in preda al panico evacuava la nave . La nave aveva un sistema di protezione antincendio molto efficiente, ma era stato scollegato durante la conversione e il suo sistema di pompaggio interno era stato disattivato. Un quarto d'ora dopo l'inizio dell'incendio, i servizi di emergenza furono chiamati alle 14:49 e giunsero sul posto tre minuti dopo. Il flusso continuo di uomini che evacuavano la nave, tuttavia, impedì loro di salire a bordo. Inoltre, non c'era più nessuno per azionare i sistemi di sicurezza e l'elettricità di bordo.
Le manichette dei vigili del fuoco di New York City non si adattavano alle prese della nave francese. Un forte vento da nord-ovest che soffiava sul quarto di babordo del Lafayette spinse le fiamme in avanti, distruggendo i tre ponti superiori della nave entro un'ora dall'inizio dell'incendio. Il capitano Coman, insieme al capitano Simmers, arrivò verso le 15:25 per vedere la nave in fiamme.
Mentre i vigili del fuoco a terra e sulle motopompe versavano acqua sull'incendio, la Lafayette assunse una pericolosa inclinazione a sinistra a causa dell'acqua pompata nel lato rivolto verso il mare dalle imbarcazioni antincendio. Vladimir Yourkevitch, l'ingegnere progettista della nave, arrivò sulla scena per offrire la sua consulenza, ma gli fu inizialmente impedito dalla polizia portuale che arrivò a scambiarlo per una spia sovietica. Il suggerimento di Yourkevitch fu di entrare nella nave e aprire le prese a mare. Ciò avrebbe allagato i ponti inferiori e fatto affondare la nave in pochi metri d'acqua. Con la nave stabilizzata, l'acqua poteva essere pompata nelle aree in fiamme senza il rischio di capovolgimento. Il suggerimento di Yourkevitch fu respinto dal comandante del 3° distretto navale, il contrammiraglio Adolphus Andrews.
Tra le 17:45 e le 18:00 del 9 febbraio 1942, le autorità considerarono l'incendio sotto controllo e iniziarono a ridurre le operazioni fino alle 20:00. I locali caldaie rimasero illesi.  Verso sera, la Lafayette sembrava salva: si era stabilizzata, ed era persino possibile salire a bordo per valutare i danni, solo apparentemente significativi: la nave poteva essere riparata. Questo senza tenere conto delle maree: il mare si ritirava, poi tornava, sbilanciando la nave. L'acqua che entrava nel Lafayette attraverso aperture sommerse e si riversava nei ponti inferiori vanificò gli sforzi per contrastare l'allagamento, e lo sbandamento della nave a sinistra aumentò gradualmente. La nave continuò a inclinarsi, un processo accelerato dalle 6.000 tonnellate d'acqua che le erano state riversate addosso. I vigili del fuoco di New York temevano che l'incendio potesse estendersi agli edifici vicini. Poco dopo mezzanotte, il contrammiraglio Andrews ordinò l'abbandono della Lafayette. Alle 2:45 del mattino la nave del 10 febbraio quasi schiacciando una nave antincendio, la Lafayette  adagiò sul lato sinistro con un'angolazione di circa 80 gradi.  
Riconoscendo che la sua incompetenza aveva causato il disastro, il contrammiraglio Andrews ordinò a tutti i giornalisti di non assistere al momento del capovolgimento, nel tentativo di ridurre il livello di pubblicità.
Fortunatamente solo un uomo morì nell'incidente: Frank "Trent" Trentacosta, 36 anni, di Brooklyn, membro della squadra antincendio, colpito da un pezzo di acciaio scagliato da un'esplosione . Circa 94 marinai dell'United States Coast Guard e dell'US Navy, tra cui alcuni membri dell'equipaggio pre-commissioning del Lafayette e uomini assegnati alla nave ricevente Seattle, 38 vigili del fuoco e 153 civili, furono curati per varie ferite, ustioni, inalazione ed esposizione al fumo. Il contrammiraglio Andrews incaricò l'FBI di indagare sulle circostanze dell'affondamento della nave. Una rapida indagine condotta dal 10 al 17 febbraio dall'agente Foxworth, capo dell'ufficio di New York, stabilì che si trattasse di un incidente. Furono trovate prove di negligenza, violazioni delle regole, mancanza di coordinamento tra le varie parti a bordo, mancanza di una chiara struttura di comando durante l'incendio e uno sforzo di conversione frettoloso e mal pianificato. Anche un'indagine del Congresso condotta in seguito all'affondamento, presieduta dal rappresentante Patrick Henry Drewry (D-Virginia), concluse che l'incendio era stato accidentale.
Negli anni sessanta del XX secolo membri della criminalità organizzata dichiararono retrospettivamente di aver sabotato la nave. Si sosteneva che l'incendio doloso fosse stato organizzato dal mafioso Anthony Anastasio, una figura di spicco nel sindacato locale degli scaricatori portuali , per ottenere la liberazione dal carcere del boss mafioso Charles "Lucky" Luciano. La parte dell'accordo per Luciano sarebbe stata quella di garantire che non ci fossero ulteriori sabotaggi "nemici" nei porti in cui la mafia aveva una forte influenza sui sindacati.
Molto rapidamente, apparvero anche i primi piani di salvataggio, su richiesta di Franklin Delano Roosevelt e in un momento in cui gli Stati Uniti stavano subendo una serie di battute d'arresto nella guerra del Pacifico (1941-1945). Il progettista Vladimir Yourkevitch e l'architetto navale William Francis Gibbs servirono come consulenti in queste operazioni. Fu anche necessario determinare se la nave potesse essere recuperata o dovesse essere demolita. In ogni caso era necessario smantellare le sovrastrutture e i fumaioli che avrebbero ostacolato il raddrizzamento dello scafo. I lavori iniziarono quindi il 20 febbraio e continuarono fino a maggio mentre la Compagnie Générale Transatlantique si separò da molti elementi decorativi della nave.  Per preparare il pompaggio che avrebbe raddrizzato la nave, fu necessario anche rimuovere il fango e soprattutto chiudere gli oblò e i portelli rimasti aperti durante l'evacuazione. Iniziò così un lavoro durato diversi mesi per una squadra di sommozzatori. Anche il Molo 88 fu acquistato dalla Marina statunitense e parzialmente smantellato per evitare di danneggiare la poppa quando iniziarono i lavori di raddrizzamento. Le operazioni di pulizia durarono più di un anno e il 4 agosto 1943 iniziò il pompaggio di aria. Il 15 settembre, la nave emerse dall'acqua. Il 27 ottobre il Lafayette  fu restituito all'US Navy dalla ditta Merritt, Chapman e Scott che se ne prese cura, dopo aver rimosso le impalcature. In totale, il raddrizzamento del transatlantico costò milioni di dollari.
La nave partì quindi per Bayonne, nel New Jersey, dove fu immessa in un bacino di carenaggio per il riadattamento.  Tuttavia, lo scafo e i macchinari si rivelarono più danneggiati del previsto. In quest'ultimo caso, ne dovettero essere costruiti di nuovi, un problema data la natura specifica della nave. Inoltre, i cantieri navali erano molto impegnati con numerose commesse. All'inizio del 1944, il progetto fu abbandonato.  Tuttavia il presidente Roosevelt continuava a sostenere un progetto di riadattamento, perché, riteneva, la distruzione del Normandie sarebbe stata necessariamente ingiustificabile dopo la liberazione della Francia. L'architetto navale William Francis Gibbs propose di ricostruire la nave come transatlantico.  L'imminenza dello sbarco in Normandia e la morte di Roosevelt, tuttavia, posero fine a ogni progetto, e 20 settembre 1945 il Lafayette fu dichiarato una eccedenza della Marina. La Lafayette fu radiata dal Registro Navale l'11 ottobre 1945 senza aver mai navigato sotto bandiera statunitense. Il Presidente Harry S. Truman ne autorizzò la demolizione con un ordine esecutivo l'8 settembre 1946, e la nave fu venduta come rottame il 3 ottobre 1946 alla Lipsett, Inc., una società di recupero americana con sede a New York City, per 161.680 dollari. Nel corso del 1946 la Francia si era rifiutata di riprendere possesso del relitto. Le operazioni di demolizione si svolsero a Port Newark, nel New Jersey dal 7 gennaio al 7 ottobre 1947, e la nave fu completamente smantellata entro il 31 dicembre 1948.L'operazione fruttò all'epoca un utile di un milione di dollari.

## Curiosità
Il Normandie avrebbe dovuto essere affiancato da un'unità sorella, chiamata SS Bretagne, che, nelle intenzioni dei progettisti, avrebbe dovuto essere di dimensione e peso maggiore rispetto all'originale. Il progetto venne però cancellato per lo scoppio della guerra

## Galleria d'immagini

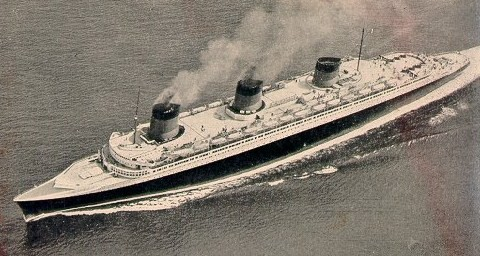
Fotografia del Normandie in navigazione degli anni 30
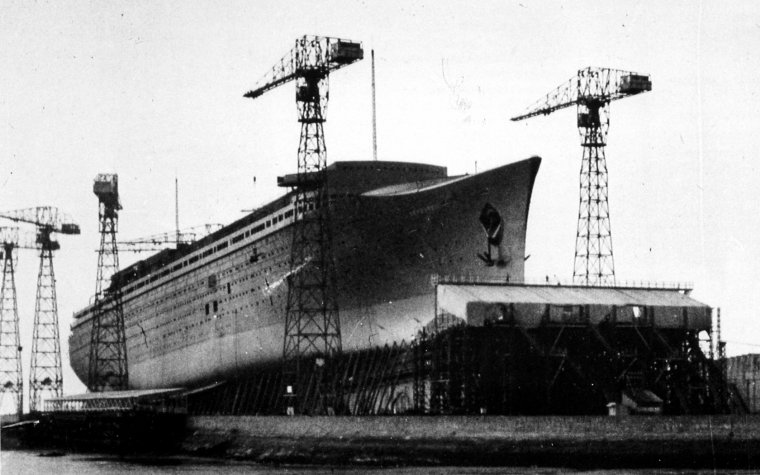
Il Normandie in costruzione
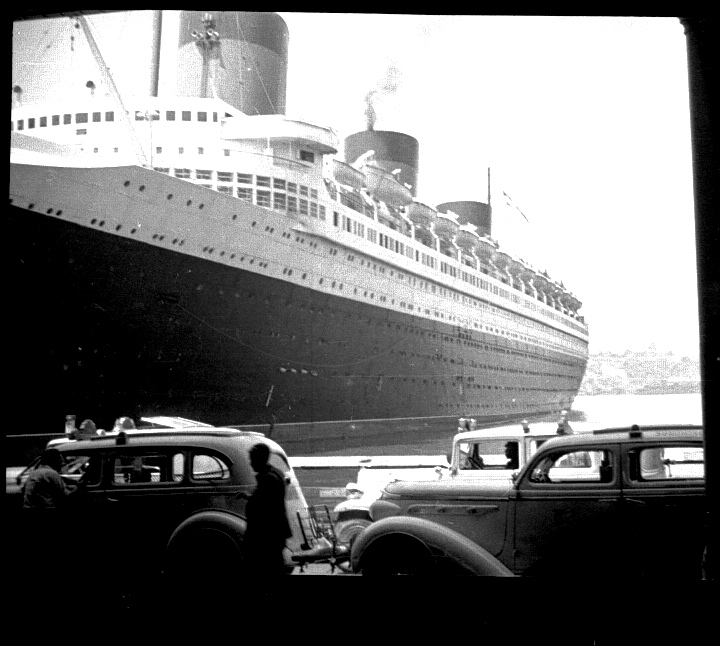
Il Normandie attraccata al porto di New York
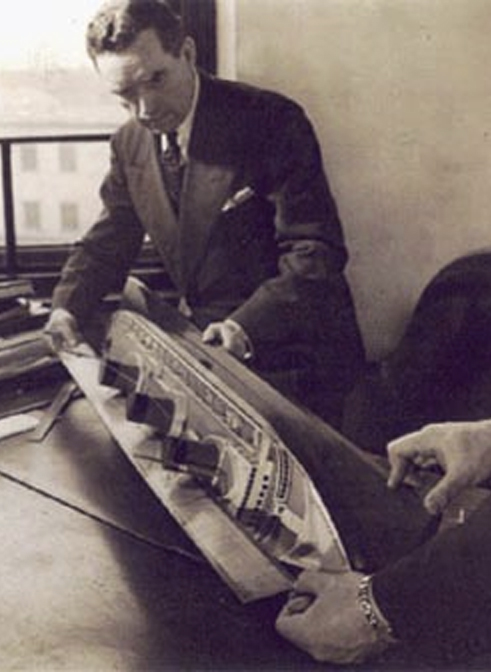
L'architetto Vladimir Yurkevich, ideatore della nave
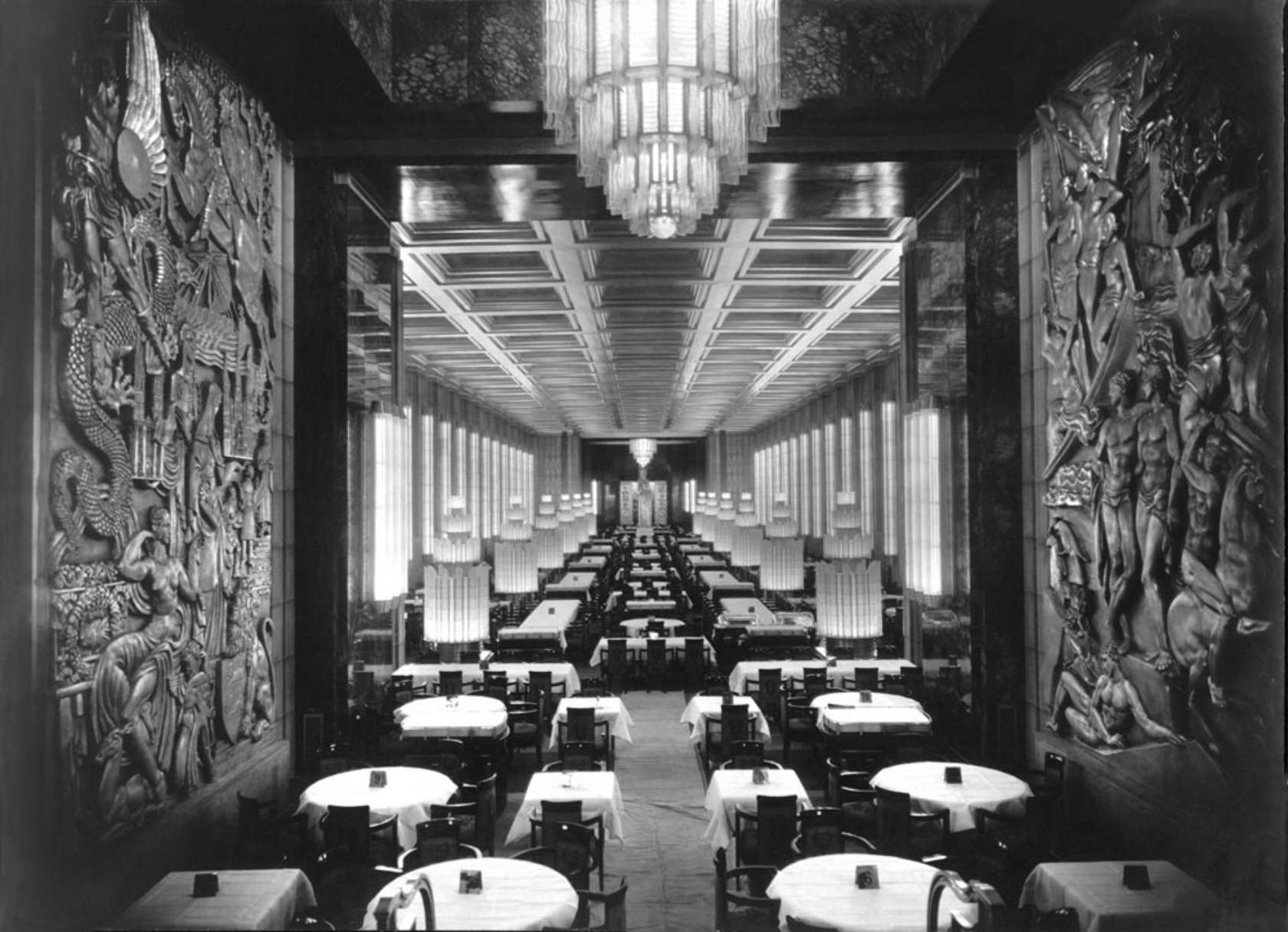
Sala pranzo di prima classe della nave

### Annotazioni
1. ↑  Le nuove eliche erano state progettate dall'ingegnere navale Roger Brard, la cui carriera lo portò successivamente alla direzione del Bassin des carènes de Paris.
2. ↑  All'epoca, la legge statunitense prevedeva che la Guardia Costiera facesse parte del Tesoro in tempo di pace.

### Fonti
1. ↑  Ollivier 2005, p. 129.
2. ↑  Ollivier 2005, p. 131.
3. ↑  Ollivier 2005, p. 132.
4. ↑  Ollivier 2005, p. 133.
5. ↑  Maxtone-Graham 2007, p. 200.
6. ↑  Maxtone-Graham 2007, p. 201.
7. ↑  Ollivier 2005, p. 137.
8. ↑  Ollivier 2005, p. 140.
9. ↑  Ollivier 2005, p. 146.
10. ↑  Ollivier 2005, p. 147.
11. ↑  Ollivier 2005, p. 157.
12. ↑  Maxtone-Graham 2007, p. 212-213.
13. 1 2 3  Di Nunzio 2020, p. 12.
14. ↑  Maxtone-Graham 2007, p. 213.
15. ↑  Ollivier 2005, p. 182.
16. ↑  Maxtone-Graham 1972, p. 360–361.
17. 1 2 3 4 5 6 7  Di Nunzio 2020, p. 13.
18. 1 2  Ollivier 2005, p. 166.
19. ↑  Braynard 1987, p. 87.
20. ↑  Ardman 1985, p. 274-276.
21. ↑  Ollivier 2005, p. 167.
22. ↑  Ollivier 2005, p. 168.
23. ↑  Maxtone-Graham 2007, p. 216.
24. ↑  Maxtone-Graham 2007, p. 217.
25. ↑  Di Nunzio 2020, p. 13-14.
26. 1 2 3 4 5 6 7 8 9  Di Nunzio 2020, p. 14.
27. ↑  Ollivier 2005, p. 169.
28. ↑  Maxtone-Graham 2007, p. 219.
29. ↑  Ardman 1985, p. 299.
30. ↑  Maxtone-Graham 1972, p. 367–368.
31. 1 2  Ollivier 2005, p. 170.
32. ↑  Maxtone-Graham 1972, p. 220.
33. ↑  Ardman 1985, p. 272.
34. ↑  Ardman 1985, p. 304-314.
35. ↑  Maxtone-Graham 1972, p. 373–374.
36. ↑  Maxtone-Graham 1972, p. 224.
37. ↑  Ollivier 2005, p. 171.
38. ↑  Ollivier 2005, p. 172.
39. ↑  Braynard 1987, p. 97.
40. 1 2  Ollivier 2005, p. 173.
41. 1 2  Ollivier 2005, p. 175.
42. ↑  Maxtone-Graham 1972, p. 235.
43. ↑  Ollivier 2005, p. 177.
44. ↑  Ollivier 2005, p. 178.
45. 1 2  Ollivier 2005, p. 179.
46. ↑  Maxtone-Graham 1972, p. 391.
47. ↑  Maxtone-Graham 1972, p. 238.
48. ↑  Storia del Normandie